# Margarites avachensis
Margarites avachensis is een slakkensoort uit de familie van de Margaritidae. De wetenschappelijke naam van de soort is voor het eerst geldig gepubliceerd in 1955 door Galkin. 